# Synodontis polli
Espèce
Statut de conservation UICN

 LC  : Préoccupation mineure
Synodontis polli est une espèce de poissons d'eau douce Siluriformes de la famille des Mochokidae.

## Répartition
Ce taxon se rencontre au Burundi, en république démocratique du Congo, en Tanzanie et en Zambie.

## Description
Synodontis polli peut mesurer jusqu'à 148 mm de longueur totale.

## Classification
Le nom valide complet (avec auteur) de ce taxon est Synodontis polli Gosse (d), 1982.
Synodontis polli a pour synonyme :
- Synodontis eurystomus Matthes, 1959

### Étymologie
Son épithète spécifique, polli, lui a été donnée en l'honneur de l'ichtyologiste belge Max Poll (1908-1991).

### Publication originale
- J.-P. Gosse, « Mutanda ichthyologica : Synodontis polli nom. nov. et Synodontis ornatissimus nom. nov. », Bulletin de la Société Française d'Ichtyologie, vol. 6, no 2,‎ 1982, p. 48.